# Гинкель, Владимир Иванович
Влади́мир Ива́нович Ги́нкель (7 июня 1952, Караганда) — советский тренер по боксу, воспитавший многих успешных боксёров и удостоенный звания заслуженного тренера СССР. Был первым и единственным тренером Игоря Ружникова, чемпиона мира и Европы. Ныне проживает в Германии.

## Биография
Владимир Гинкель родился 7 июня 1952 года в городе Караганда в семье выходцев из Германии. Активно заниматься боксом начал в одном из боксёрских залов Темиртау, тренировался вместе со старшим братом Виктором под руководством тренера Каира Абишева. Как боксёр он не добился высоких результатов, был призёром Кубка ВЦСПС, выполнил норматив мастера спорта, но из-за полученной в детстве тяжёлой травмы спины вскоре вынужден был завершить карьеру и перешёл на тренерскую работу.
Первое время помогал брату-тренеру в спортклубе «Строитель», чуть позже, после того как Виктора пригласили на административную должность, Владимир стал главным тренером в зале и приступил к самостоятельной подготовке молодых талантов. Со временем спортклуб преобразовался в детско-юношескую спортивную школу, среди воспитанников Гинкеля стали появляться успешные боксёры, к ним относятся призёр первенства СССР Виталий Кудря, победитель Всесоюзных молодёжных игр и международного турнира в Алматы Геннадий Беленко, первый мастер спорта из Темиртау чемпион Казахской ССР Даулет Омарбеков, чемпион ВДФСО профсоюзов и Казахстана Виктор Подкуйко.
Самым известным учеником Владимира Гинкеля является заслуженный мастер спорта Игорь Ружников, чемпион мира, Европы и национального первенства, победитель Игр доброй воли и Спартакиады народов СССР, дважды обладатель кубка Советского Союза. Ружников занимался у Гинкеля с двенадцати лет вплоть до окончания карьеры — за подготовку этого спортсмена в 1989 году тренеру присвоили почётное звание «Заслуженный тренер СССР». После распада Советского Союза и завершения карьеры своего знаменитого воспитанника Гинкель уехал на постоянное жительство в Германию, вернувшись на историческую родину, где проживает по сей день.